# Alberto De Martino
Alberto De Martino (* 12. Juni 1929 in Rom; † 2. Juni 2015 ebenda) war ein italienischer Filmregisseur und Drehbuchautor, der auch das Pseudonym Martin Herbert verwendete.

## Leben
Alberto De Martino, Sohn des in den 1930er und 1940er Jahren beim Film tätigen Maskenbildners Romolo De Martino, begann seine Karriere als Kinderdarsteller. Nach einem Abschluss in Jura – 1948 hatte er auch einen Dokumentarfilm vorgelegt – arbeitete er ab 1952 als Regieassistent und Filmeditor für Regisseure wie Guido Leoni und Roberto Mauri und schrieb zwei Drehbücher für andere, bevor er 1961 seinen ersten eigenen Film inszenieren konnte.
Fast 30 solide, dem Unterhaltungskino verpflichtete Filme drehte De Martino in allen Stilrichtungen. Mit Horror aus dem Jahr 1962 und Gli eroi di Fort Worth war er einer der Wegbereiter zweier später nicht nur in Italien sehr populären Genres. In den 1970er Jahren war er auch an internationalen Produktionen wie dem Katastrophenfilm Holocaust 2000 beteiligt. Bei allen seinen Filmen arbeitete er am Drehbuch mit.
De Martino benutzte auch das Pseudonym Martin Herbert. Zu seinen Bewunderern zählen Quentin Tarantino und Tim Roth.

## Filmografie
- 1961: Der unbesiegbare Gladiator (Il gladiatore invincibile)
- 1962: Due contro tutti
- 1962: Horror
- 1963: Perseus – der Unbesiegbare (Perseo l’invincibile)
- 1963: Die Revolte der Sieben (Gli invincibili sette)
- 1964: Blutgericht (La rivolta dei sette)
- 1964: Der stärkste Mann der Welt (Il trionfo di Ercole)
- 1965: Vergeltung am Wichita-Paß (Gli eroi di Fort Worth)
- 1965: 100.000 Dollar für Ringo (100.000 Dollari per Ringo)
- 1966: Der Mann mit den tausend Masken (Upperseven, l’uomo da uccidere)
- 1966: Im Netz der goldenen Spinne (Missione speciale Lady Chaplin)
- 1966: Django – Nur der Colt war sein Freund (Django spara per primo)
- 1967: … und morgen fahrt ihr zur Hölle (Dalle Ardenne all’inferno)
- 1967: Operation „Kleiner Bruder“ (O. K. Connery)
- 1968: Mord auf der Via Veneto (Roma come Chicago)
- 1969: Mord im schwarzen Cadillac (Femmine insaziabili)
- 1971: L’uomo dagli occhi di ghiacco
- 1972: Ein Mann geht aufs Ganze (L’assassino… è al telefono)
- 1972: Der Mafia-Boß (I familiari delle vittime non saranno avvertiti)
- 1973: Im Dutzend zur Hölle (Il consigliori)
- 1973: Ci risiamo, vero Provvidenza?
- 1974: Der Antichrist (L’anticristo)
- 1976: Feuerstoß (Una Magnum special per Tony Saitta)
- 1977: Inferno 2000 (Holocaust 2000)
- 1980: Der Puma Mann (L’uomo puma)
- 1982: Blutspur (Blood link)
- 1985: Das Haus der Verfluchten (7, Hyden Park: la casa maledetta)
- 1985: Miami Golem